# 貝氏角石蛾
貝氏角石蛾（学名：[Stenopsyche banksi] 错误：{{Lang}}：文本有斜体标记（帮助））为角石蛾科角石蛾屬下的一个种。